# Girlboss
Girlboss ist eine US-amerikanische Comedyserie von Kay Cannon, die auf Sophia Amorusos Autobiografie #Girlboss basiert. Die Serie besteht aus einer Staffel mit 13 Episoden, die am 21. April 2017 vom Video-on-Demand-Anbieter Netflix international veröffentlicht wurden. Die Hauptrollen spielen Britt Robertson, Ellie Reed, Johnny Simmons und Alphonso McAuley.

## Inhalt
Sophia Marlowe führt in San Francisco ein unstetes Leben zwischen Party und Jobwechsel. Ihre beste Freundin Annie ist dabei immer an ihrer Seite. Die junge Frau verliebt sich in den Bandmanager Shane, mit dem sie auch eine Beziehung eingeht. Eines Tages verkauft Sophia eine Vintage-Lederjacke über eBay, und sie entdeckt dabei das Potential dieses sehr lukrativen Geschäftsfeldes. Sie kündigt ihren Job als Empfangsdame einer Kunstuniversität, um sich ganz ihrer Verkaufsplattform Nasty Gal Vintage zu widmen, mit allen Vor- und Nachteilen für ihr Privatleben.

## Hintergrund
Die Serie basiert auf Sophia Amorusos Autobiografie #Girlboss, in der sie ihre Lebensgeschichte und die Geschichte ihrer Firma Nasty Gal Vintage schildert.

## Besetzung
Die Synchronisation der Serie wurde bei der SDI Media Germany nach einem Dialogbuch und unter der Dialogregie von Andi Krösing erstellt.

### Hauptbesetzung
| Rolle          | Darsteller       | Synchronsprecher |
| -------------- | ---------------- | ---------------- |
| Sophia Marlowe | Britt Robertson  | Luisa Wietzorek  |
| Annie          | Ellie Reed       | Ilona Brokowski  |
| Shane          | Johnny Simmons   | Ricardo Richter  |
| Dax            | Alphonso McAuley | Simon Derksen    |

### Nebenbesetzung
| Rolle                      | Darsteller      | Synchronsprecher |
| -------------------------- | --------------- | ---------------- |
| Jay Marlowe, Sophias Vater | Dean Norris     | Lutz Schnell     |
| Rick, Sophias Ex-Chef      | Norm MacDonald  | Ronald Nitschke  |
| Lionel                     | RuPaul          | Stefan Krause    |
| Mobias                     | Jim Rash        | Marcus Off       |
| Rosie                      | Louise Fletcher | Isabella Grothe  |
| Gail                       | Melanie Lynskey | Cathlen Gawlich  |

## Episodenliste
| Nr.                                                                                       | Deutscher Titel         | Originaltitel            | Regie            | Drehbuch                      |
| ----------------------------------------------------------------------------------------- | ----------------------- | ------------------------ | ---------------- | ----------------------------- |
| 1                                                                                         | Sophia                  | Sophia                   | Christian Ditter | Kay Cannon                    |
| 2                                                                                         | Der Leistenbruch        | The Hern                 | Christian Ditter | Kay Cannon                    |
| 3                                                                                         | Danke, San Francisco    | Thank You, San Francisco | Christian Ditter | Caroline Williams             |
| 4                                                                                         | ladyshopper99           | Ladyshopper99            | Steven Tsuchida  | Sonny Lee                     |
| 5                                                                                         | Top 8                   | Top 8                    | Steven Tschuida  | Eben Russell                  |
| 6                                                                                         | Fünf Prozent            | Five Percent             | John Riggi       | Kay Cannon                    |
| 7                                                                                         | Die lange Schlabberhose | Long-Ass Pants           | Amanda Brotchie  | Jake Fogelnest                |
| 8                                                                                         | Der Ausflug             | The Trip                 | Amanda Brotchie  | Joanna Calo                   |
| 9                                                                                         | Diagramme bringen's     | Motherfuckin' Bar Graphs | Jamie Babbit     | Jen Braeden                   |
| 10                                                                                        | Vintage Fashion Forum   | Vintage Fashion Forum    | Jamie Babbit     | Caroline Williams & Sonny Lee |
| 11                                                                                        | Abschaum                | Garbage Person           | Jamie Babbit     | Kay Cannon & Eben Russell     |
| 12                                                                                        | I'll Come Crashing      | I Come Crashing          | Christian Ditter | Kay Cannon                    |
| 13                                                                                        | Der Start               | The Launch               | Christian Ditter | Kay Cannon                    |
| Am 21. April 2017 wurden alle Folgen der Staffel gleichzeitig bei Netflix veröffentlicht. |                         |                          |                  |                               |

## Rezeption
Maike Karr vom Branchenportal Serienjunkies.de findet Girlboss sei „für jeden etwas, der sich nicht sagen lässt, wo es lang geht oder zumindest gerne so wie sie wäre“. Die „quirlige Protagonistin“ spiegele „auch das Bild und die Stimmung der Serie wider: skurril, witzig, ironisch, sarkastisch und übertrieben“.